# Каташ-Каран
Каташ-Каран — село в Сармановском районе Татарстана. Входит в Янурусовское сельское поселение.

## География
Находится в восточной части Татарстана, на правом притоке реки Мензеля, в 8 км к северо-востоку от районного центра — села Сарманово.

## История
Основано в XVII веке. В XVIII–XIX веках население учитывалось как башкиры-вотчинники и тептяри. Их традиционные занятия в это время – земледелие (в начале XX века земельный надел сельской общины составлял 2315,6 десятины) и скотоводство. 
По сведениям переписи 1897 года, в деревне Каташ-Каран Мензелинского уезда Уфимской губернии жили 1019 человек (538 мужчин и 481 женщина), все мусульмане.
В начале XX века упоминалось о наличии мечети (была закрыта в 1939 г.), мектеба, также были водяная мельница, 2 крупообдирки, 3 сушилки. 
До 1920 года село было в Альмет-Муллинской волости Мензелинского уезда Уфимской губернии. С 1920 года перешло в состав Мензелинского, с 1922 — Челнинского кантонов ТАССР, с 10 августа 1930 года — Сармановского района.
В 1930 году в селе был организован первый колхоз. В 1994—2002 годах здесь действовало коллективное предприятие, в 2003—2005 — сельскохозяйственный производственный кооператив, с 2006 — общество с ограниченной ответственностью — агрофирма. 

## Население
| 1834 | 1870 | 1897 | 1913 | 1920 | 1926 | 1938 | 1949 | 1958 | 1970 | 1979 | 1989 | 2002 | 2010 | 2021 |
| ---- | ---- | ---- | ---- | ---- | ---- | ---- | ---- | ---- | ---- | ---- | ---- | ---- | ---- | ---- |
| 121  | 837  | 1019 | 1243 | 1196 | 1173 | 980  | 673  | 664  | 646  | 494  | 377  | 402  | 397  | 368  |

Национальный состав села — татары.

## Экономика
В селе работают 3 крестьянских (фермерских) хозяйства. Село специализируется на растениеводстве, молочном животноводстве, овцеводстве.

## Инфраструктура
В селе действуют неполная средняя школа (с 1922 г. как начальная), дом культуры, библиотека (с 1952 г.), детский сад (с 1968 г.), модульный фельдшерско-акушерский пункт (с 2019 г.).

## Религия
Мечеть «Зухра» (действует с 1996 г.).